# Farumuli
Farumuli is een van de onbewoonde eilanden van het Noonu-atol behorende tot de Maldiven. Het heeft een oppervlakte van 0,2 ha en beschikt over een aanlegsteiger.